# Comuna Luhanske, Djankoi
Luhanske (în ucraineană Луганське) este o comună în raionul Djankoi, Republica Autonomă Crimeea, Ucraina, formată din satele Kovîlne, Luhanske (reședința), Probudjennea, Tutove și Udarne.

## Demografie
Componența lingvistică a comunei Luhanske
     Rusă (53,49%)
     Tătară crimeeană (23,44%)
     Ucraineană (20,17%)
     Alte limbi (0,52%)
Conform recensământului din 2001, majoritatea populației comunei Luhanske era vorbitoare de rusă (53,49%), existând în minoritate și vorbitori de tătară crimeeană (23,44%) și ucraineană (20,17%).